# John B. Carroll
John Bissell „Jack“ Carroll (* 5. Juni 1916 in Hartford, Connecticut; † 1. Juli 2003 in Fairbanks, Alaska) war ein US-amerikanischer pädagogischer Psychologe, Psycholinguist und Intelligenzforscher.

## Biografie
Schon im Alter von 13 Jahren hatte er Kontakt zu Benjamin Whorf, von dem er 1956 posthum eine Werkauswahl unter dem Titel Language, Thought and Reality (dt. 1963 Sprache, Denken, Wirklichkeit) herausgab. Durch ihn und Edward Sapir in die Linguistik eingeführt, studierte er zuerst Altphilologie an der Wesleyan University und macht dort seinen ersten Abschluss 1937. Im Sommer des Jahres ging er an das Linguistische Institut der University of Michigan. Während seines Studiums erwachte sein Interesse an der Psychologie, woraufhin er zum damals bekanntesten Psychologen, der Sprachforschungen betrieb, Burrhus Frederic Skinner, an die University of Minnesota in Minneapolis wechselte. Schon bald verhalf ihm Skinner zu einem Aufenthalt bei Louis Leon Thurstone an der University of Chicago, wo er seiner Neigung zur Psychometrie eher entsprechen konnte. Hier forschte er schwerpunktmäßig zu sprachlichen Begabungen und vollendete 1941 seine Dissertation A Factor Analysis of Verbal Abilities. In den Folgejahren wurde Carroll einer der Gründungsväter der Psycholinguistik und befasste sich viel mit dem Erlernen einer Zweitsprache. 
1940 bis 1942 lehrte er erstmals Psychologie und Erziehungswissenschaft am Mount Holyoke College. Hier lernte er auch seine Frau, die Psychologin Mary Searle, kennen. Bis 1943 hatte er einen Lehrauftrag an der Indiana University, von wo er für ein Jahr an die University of Chicago wechselte. 1949 ging er an die Harvard Graduate School of Education, wo er 1956 zum Professor für Erziehungswissenschaften (Roy E. Larsen Professor of Education) berufen wurde. Nach einer Tätigkeit beim Educational Testing Service in Princeton (New Jersey) 1967 bis 1974 kehrte er an die Universität zurück. An der University of North Carolina war er bis zu seiner Emeritierung 1982 Professor für Psychologie und leitete dort 1974 bis 1979 das L. L. Thurstone Psychometric Laboratory. 

## Beiträge zur Psycholinguistik
Ausgangspunkt der akademischen Karriere Carrolls war die Psycholinguistik, der er auch in seinen Arbeiten zur Pädagogischen Psychologie und in der Intelligenzforschung verbunden blieb. Eine bedeutende Arbeit war die Entwicklung des „Modern Language Aptitude Tests“ (MLAT) für die US-Armee, den er zusammen mit Stanley Sapon 1959 veröffentlichte. Er wird bis heute von Regierungsorganisationen zur Auslese von Kandidaten genutzt, die eine besondere Begabung für das Erlernen von Fremdsprachen haben sollen. 1961 veröffentlichte er die „Fundamental considerations in testing for English language proficiency of foreign students“, die erheblichen Einfluss auf die Gestaltung der Aufnahmetests für die amerikanischen Universitäten Test of English as a Foreign Language (TOEFL) hatten.

## Beiträge zur Pädagogischen Psychologie
In der Pädagogischen Psychologie stellte Carroll 1963 sein Model of School Learning vor, das über den Einbezug verschiedener Faktoren ein Rahmenmodell zur Vorhersage von Schulerfolg abgeben soll. Dabei werden die individuellen Unterschiede der einzelnen Schüler in ihrer allgemeinen Intelligenz, ihren besonderen Begabungen und ihrer Motivation den Variablen der Unterrichts-Qualität und Dauer gegenübergestellt. Bis heute dient eine Revision des Modells (“The Carroll Model: A 25 Year Retrospective and Prospective View” 1989) als Forschungs- und Evaluationsgrundlage.

## Beiträge zur Intelligenzforschung
Sein heute bekanntester Beitrag zur Psychologie ist das „Drei-Schichten-Modell“ (Three Stratum Model) der Intelligenz. In seinem 1993 veröffentlichten Buch Human Cognitive Abilities: A survey of factor-analytic studies legte er seiner Theorie eine Zusammenschau von 461 Faktorenanalysen zugrunde. 
Die drei Schichten stellen ein hierarchisches Faktoren-Modell der Intelligenz dar: 
- - Schicht I besteht aus ca. 70 spezifischen Intelligenzfertigkeiten
  - Schicht II besteht aus acht breiten Faktoren der Intelligenz
    - Fluide Intelligenz (Problemlösen)
    - Kristalline Intelligenz (Wissen)
    - Gedächtnis und Lernen
    - Breite visuelle Wahrnehmung
    - Breite auditorische Wahrnehmung
    - Breite Erinnerungsfertigkeit
    - Breite kognitive Geschwindigkeit
    - Verarbeitungsgeschwindigkeit

  - Schicht III entspricht dem g-Faktor von Charles Spearman

Das Modell integriert so die verschiedenen faktorenanalytischen Ansätze der Intelligenzforschung:
- die Zweifaktorentheorie von Charles Spearman,
- die Primärfaktoren von Louis Leon Thurstone,
- die kristalline und fluiden Intelligenz von Raymond Bernard Cattell
- die hierarchischen Intelligenzmodelle von Philip E. Vernon und Cattell

Sie wird oft zusammen mit den Theorien von Cattell und John L. Horn als CHC-(Cattell-Horn-Carroll)-Theorie diskutiert. Die CHC-Theorie liegt den aktuellen Revisionen vieler Intelligenztests (so WISC IV (HAWIK-IV), K-ABC II, Woodcock-Johnson III) zugrunde. Dies sollte allerdings die Differenzen dieser Theorien nicht verdecken, denn Horn wendet sich gegen einen allgemeinen g-Faktor, während Carroll ihn vehement befürwortet.
Carroll gehört zu den 52 Mitunterzeichnern des Aufsatzes Mainstream Science on Intelligence, geschrieben von Linda Gottfredson und im Dezember 1994 veröffentlicht vom Wall Street Journal.

## Schriften
Carroll hat mehr als 400 Schriften veröffentlicht. Einen Überblick über seine früheren Schriften gibt Lorin W. Anderson (Hrsg.): Perspectives on school learning: Selected writings of John B. Carroll. Lawrence Erlbaum Associates, Hillsdale, NJ 1985.
- als Herausgeber: Language, Thought, and Reality. Selected Writings of Benjamin Lee Whorf. M.I.T. Press, Boston 1956.
- mit S. M. Sapon: Modern Language Aptitude Test. Psychological Corporation, San Antonio, Texas 1959
- Fundamental considerations in testing for English language proficiency of foreign students. In: Testing Center for Applied Linguistics, Washington, DC 1961. Reprinted in: H. B. Allen und R. N. Campbell: Teaching English as a Second Language. A Book of Readings. McGraw Hill, New York 1972.
- A model of school learning. In: Teachers College Record. Band 64, 1963, S. 723–733
- Language and thought. Prentice Hall, Englewood Cliffs, NJ 1964.
- The Carroll model. A twenty-five year retrospective and prospective view. In: Educational Researcher. Band 18, Nr. 1, 1989, S. 26–31.
- Educational psychology in the 21st century. In: Educational psychologist. Band 28, 1993, S. 89–95.
- Human cognitive abilities. A survey of factor-analytical studies. Cambridge University Press, New York 1993, ISBN 0-521-38275-0
- The three-stratum theory of cognitive abilities. In: D. P. Flanagan, J. L. Genshaft und P. L. Harrison (Hrsg.): Contemporary intellectual assessment. Theories, tests, and issues. The Guilford Press, New York 1997, S. 122–130.